# Alina Korniejewa
Alina Aleksandrowna Korniejewa, ros. Алина Александровна Корнеева (ur. 23 czerwca 2007) – rosyjska tenisistka, mistrzyni juniorskiego Australian Open 2023 i French Open 2023 w grze pojedynczej dziewcząt.

## Kariera tenisowa
W karierze wygrała cztery singlowe i dwa deblowe turnieje rangi ITF. 26 lutego 2024 zajmowała najwyższe miejsce w rankingu singlowym WTA Tour – 128. pozycję i rankingu deblowym – 261. miejsce.
W 2021 roku została wicemistrzynią Europy w grze pojedynczej dziewcząt do lat 14. W 2022 roku wygrała sześć turniejów rangi ITF World Tennis Tour Juniors, najwięcej w rozgrywkach singlowych dziewcząt w tym roku. 
W 2023 roku triumfowała w Australian Open w grze pojedynczej dziewcząt. W finale wygrała z Mirrą Andriejewą 6:7(2), 6:4, 7:5. Tego samego roku zwyciężyła w drugim turnieju wielkoszlemowym, French Open 2023, pokonując w finale Luccianę Pérez Alarcón.

## Finały turniejów WTA
| Legenda                   | Legenda |
| ------------------------- | ------- |
| Wielki Szlem              |         |
| Igrzyska olimpijskie      |         |
| WTA Tour Championships    |         |
| od 2021                   |         |
| WTA 1000 (obowiązkowe)    |         |
| WTA 1000 (nieobowiązkowe) |         |
| WTA 500                   |         |
| WTA 250                   |         |
| WTA 125                   |         |

### Gra podwójna 1 (0–1)
| Końcowy wynik | Nr | Data             | Turniej  | Nawierzchnia | Partnerka            | Przeciwniczki              | Wynik finału   |
| ------------- | -- | ---------------- | -------- | ------------ | -------------------- | -------------------------- | -------------- |
| Finalistka    | 1. | 15 września 2024 | Monastyr | Twarda       | Anastasija Zacharowa | Anna Blinkowa Majar Szarif | 6:2, 1:6, 8–10 |

## Finały turniejów WTA 125

### Gra podwójna 1 (0–1)
| Końcowy wynik | Nr | Data                 | Turniej | Nawierzchnia | Partnerka            | Przeciwniczki                | Wynik finału |
| ------------- | -- | -------------------- | ------- | ------------ | -------------------- | ---------------------------- | ------------ |
| Finalistka    | 1. | 25 października 2024 | Tampico | Twarda       | Polina Kudiermietowa | Carmen Corley Rebecca Marino | 3:6, 3:6     |

## Wygrane turnieje rangi ITF
| turnieje z pulą nagród 100 000 $ |
| turnieje z pulą nagród 80 000 $  |
| turnieje z pulą nagród 60 000 $  |
| turnieje z pulą nagród 25 000 $  |
| turnieje z pulą nagród 15 000 $  |
| turnieje z pulą nagród 10 000 $  |

### Gra pojedyncza
|    | Data       | Turniej          | Naw.    | Przeciwniczka        | Wynik       |
| 1. | 11/09/2022 | Casablanca       | Ceglana | Laura Hietaranta     | 7:5, 6:4    |
| 2. | 19/03/2023 | Pretoria         | Twarda  | Tímea Babos          | 6:3, 7:6(3) |
| 3. | 30/07/2023 | Figueira da Foz  | Twarda  | Carole Monnet        | 6:0, 6:0    |
| 4. | 22/09/2024 | Caldas da Rainha | Twarda  | Anastasija Zacharowa | 6:1, 6:4    |

### Gra podwójna
|    | Data       | Turniej        | Naw.   | Partnerka      | Przeciwniczki            | Wynik             |
| 1. | 19/11/2022 | Szarm el-Szejk | Twarda | Polina Jacenko | Jenny Dürst Park So-hyun | 6:1, 6:7(1), 10–5 |

## Finały juniorskich turniejów wielkoszlemowych

### Gra pojedyncza (2–0)
| Końcowy wynik | Nr | Data             | Turniej                    | Nawierzchnia | Przeciwniczka          | Wynik finału     |
| ------------- | -- | ---------------- | -------------------------- | ------------ | ---------------------- | ---------------- |
| Zwyciężczyni  | 1. | 29 stycznia 2023 | Australian Open, Melbourne | Twarda       | Mirra Andriejewa       | 6:7(2), 6:4, 7:5 |
| Zwyciężczyni  | 2. | 10 czerwca 2023  | French Open, Paryż         | Ceglana      | Lucciana Pérez Alarcón | 7:6(4), 6:3      |

### Gra podwójna (0–1)
| Końcowy wynik | Nr | Data            | Turniej            | Nawierzchnia | Partnerka  | Przeciwniczki                        | Wynik finału |
| ------------- | -- | --------------- | ------------------ | ------------ | ---------- | ------------------------------------ | ------------ |
| Finalistka    | 1. | 10 czerwca 2023 | French Open, Paryż | Ceglana      | Sara Saito | Tyra Caterina Grant Clervie Ngounoue | 3:6, 2:6     |